# Gran Chaco

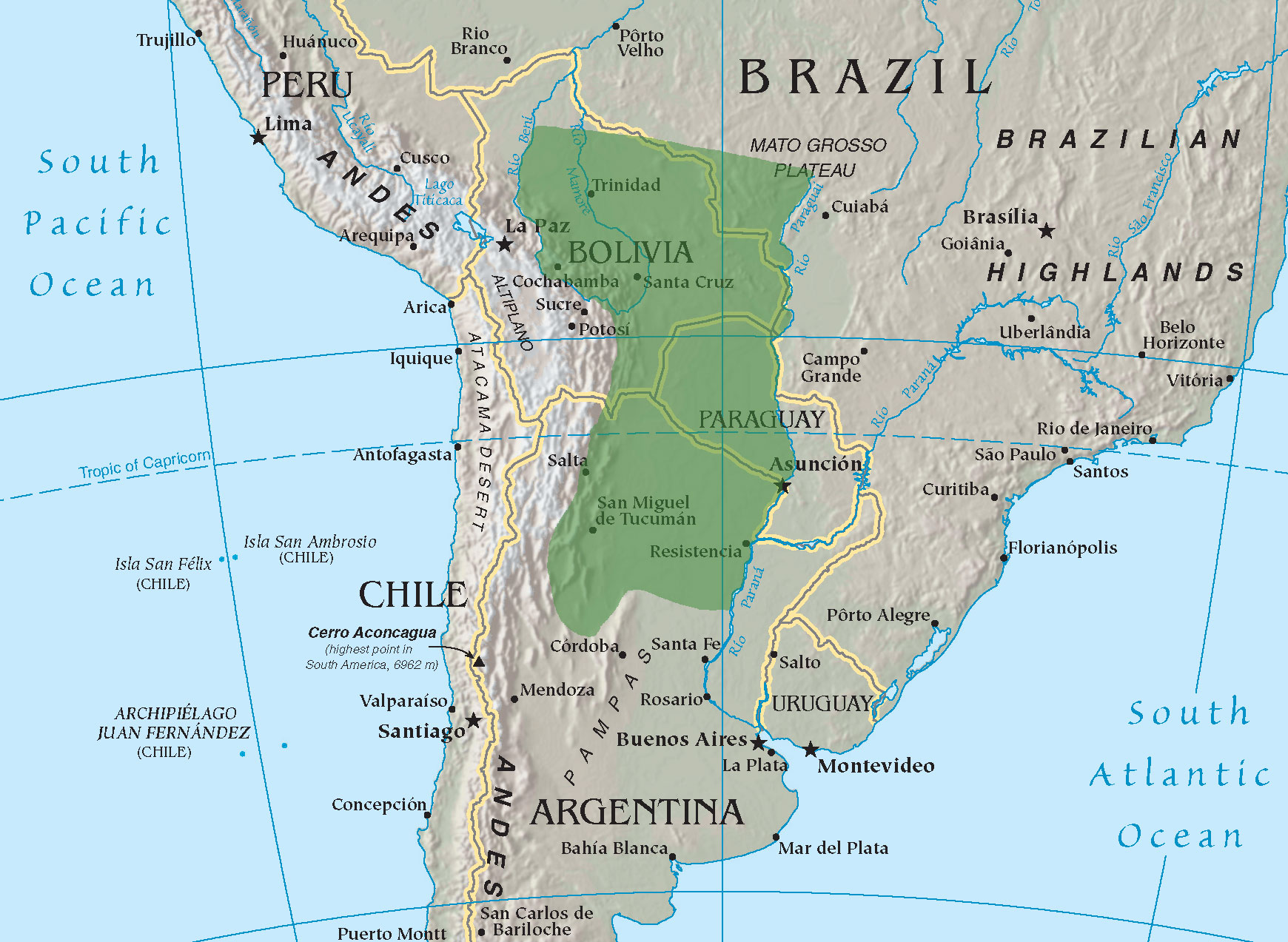
Přibližné geografické vymezení regionu

Gran Chaco je jedním z významných geografických regionů Jižní Ameriky. Místní mu přezdívají „Zelené peklo“.

## Popis oblasti
Rozprostírá se na severu Argentiny, na severozápadě Paraguaye, jihovýchodě Bolívie a malou částí zasahuje na jihozápad Brazílie, kde hraničí s oblastí Pantanalu. Na východě je ohraničen řekami Paraguay a Paraná, na západě andským Altiplanem. Neexistují žádné fixně dané hranice na jihu a severu Gran Chaca, nejčastějších vymezení jsou 33. rovnoběžka (jižní hranice) a 17. (severní hranice) jižní šířky. Stejně tak není přesně určená rozloha Gran Chaca, různé zdroje uvádí hodnoty od 725 000 km² přes 850 000 km² až k 1 000 000 km².
Gran Chaco je obrovskou aluviální rovinou vzniklou sedimentací materiálu unášeného řekami z And a Brazilské vysočiny. Půdní podloží je zde tvořeno nekonsolidovanými písčitými a siltovými usazeninami téměř bez skalních formací. Povrch je porostlý převážně řídkým suchým subtropickým lesem, nacházejí se zde i savany či mokřady. Panuje zde subaridní až aridní podnebí. Vodní režim zdejších řek (např. Salado, Pilcomayo, Bermejo, Dulce) se vyznačuje výraznými výkyvy průtoku během roku. Některé řeky dokonce během suchého období zcela vysychají. Celý region spadá do povodí Río de la Plata.

## Z historie Gran Chaca
Původními obyvateli oblasti Gran Chaco jsou četné indiánské kmeny, hovořící jazyky Tupí-Guaraní (Čiriguanové, Guaraníové), Lengua (Angaité, Lenguové), Mataco (Matakové), Zamuco (Čamakokové) a Guaycurú (Abiponi, Kaduveové, Tobové). Většinou byli lovci, rybáři a sběrači, některé kmeny jako Guaraníové též zemědělci, pěstující zejména kukuřici a maniok. Důležitý zdroj potravy jsou lusky stromu inga (podobné asijskému tamarindu), zatímco z listů cesmíny paraguayské se připravuje nápoj maté. Některé kmeny jako Kaduveové měly složitý společenský systém, v němž Kaduveové představovali privilegovanou vrstvu, zatímco poddaní patřili k jinému kmeni Guaná a mluvili odlišnými jazykem. U místních indiánů měli velkou moc šamani a velmi oblíbené bylo tetování, a to trvalé i dočasné (nesmyvatelné malování). Největší dokonalosti v tomto umění dosáhli Kaduveové, jejichž tělo bylo potetováno téměř celé, včetně obličeje.
Od 16. století se datuje počátek španělské conquisty, na níž se podíleli Domingo Martínez de Irala či Álvar Núñez Cabeza de Vaca. O století později zde vznikaly jezuitské redukce, které značně změnily život indiánských kmenů. Během 19. století byla oblast rozdělena mezi nově vzniklé státy - Paraguay, Argentinu a Bolívii. Už během 60. let 19. století se celou oblast pokusil ovládnout paraguayský diktátor Francisco Solano Lopéz, což vyvolalo ničivou válku, do níž se zapojila i Brazílie. Druhá válka o Gran Chaco proběhla mezi Bolívií a Paraguayí v letech 1932–1935.

### Subregiony
Gran Chaco je rozdělen celkem do 3 subregionů:
- Chaco Boreal severně od řeky Pilcomayo
- Chaco Central mezi řekami Pilcomayo a Bermejo
- Chaco Austral jižně od řeky Bermejo

Další možné dělení rozlišuje z geopolitického hlediska subregiony:
- bolivijský Gran Chaco,
- paraguayský Gran Chaco,
- argentinský Gran Chaco.

## Fotogalerie

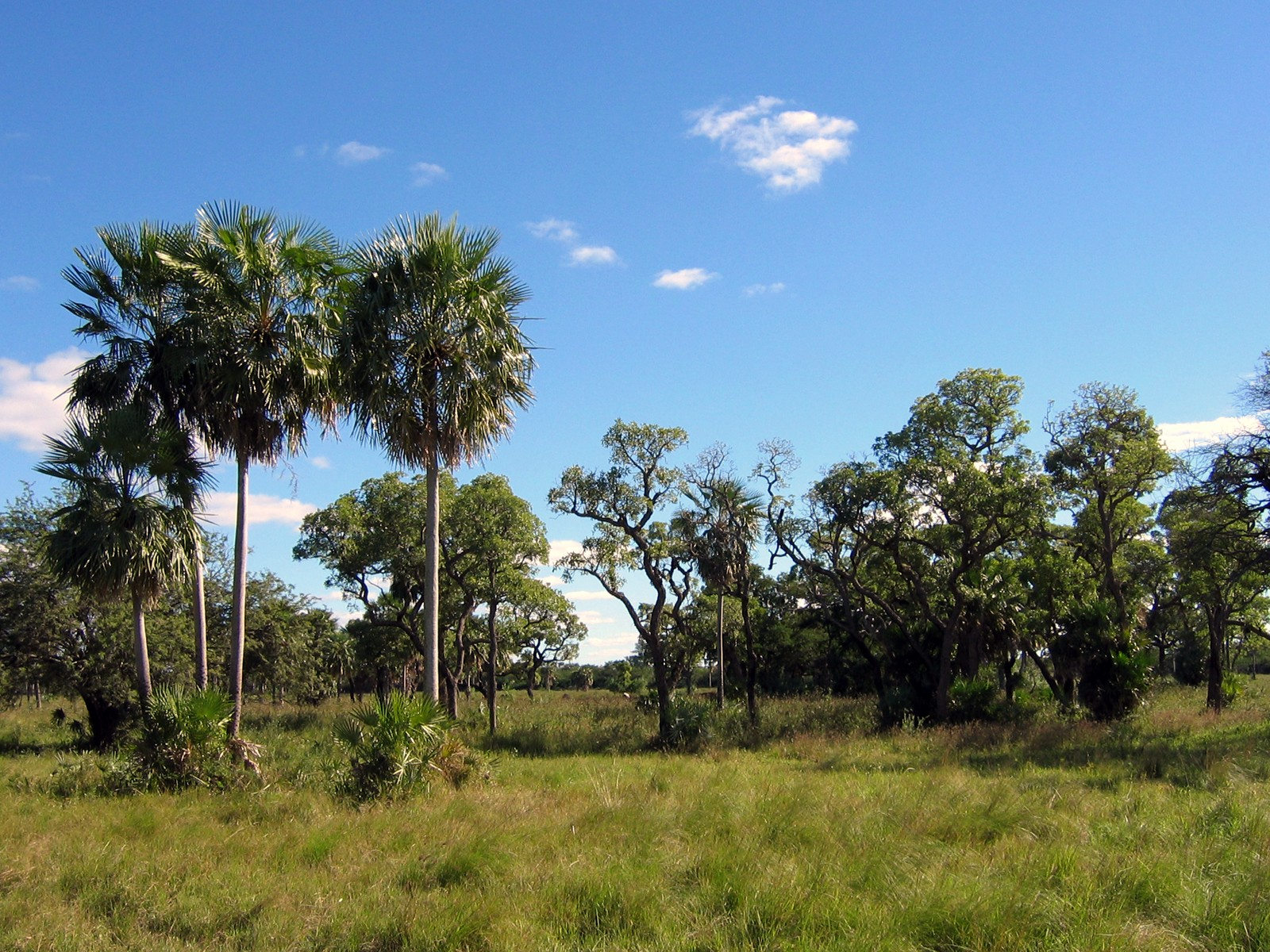
Zdejší lesní porost
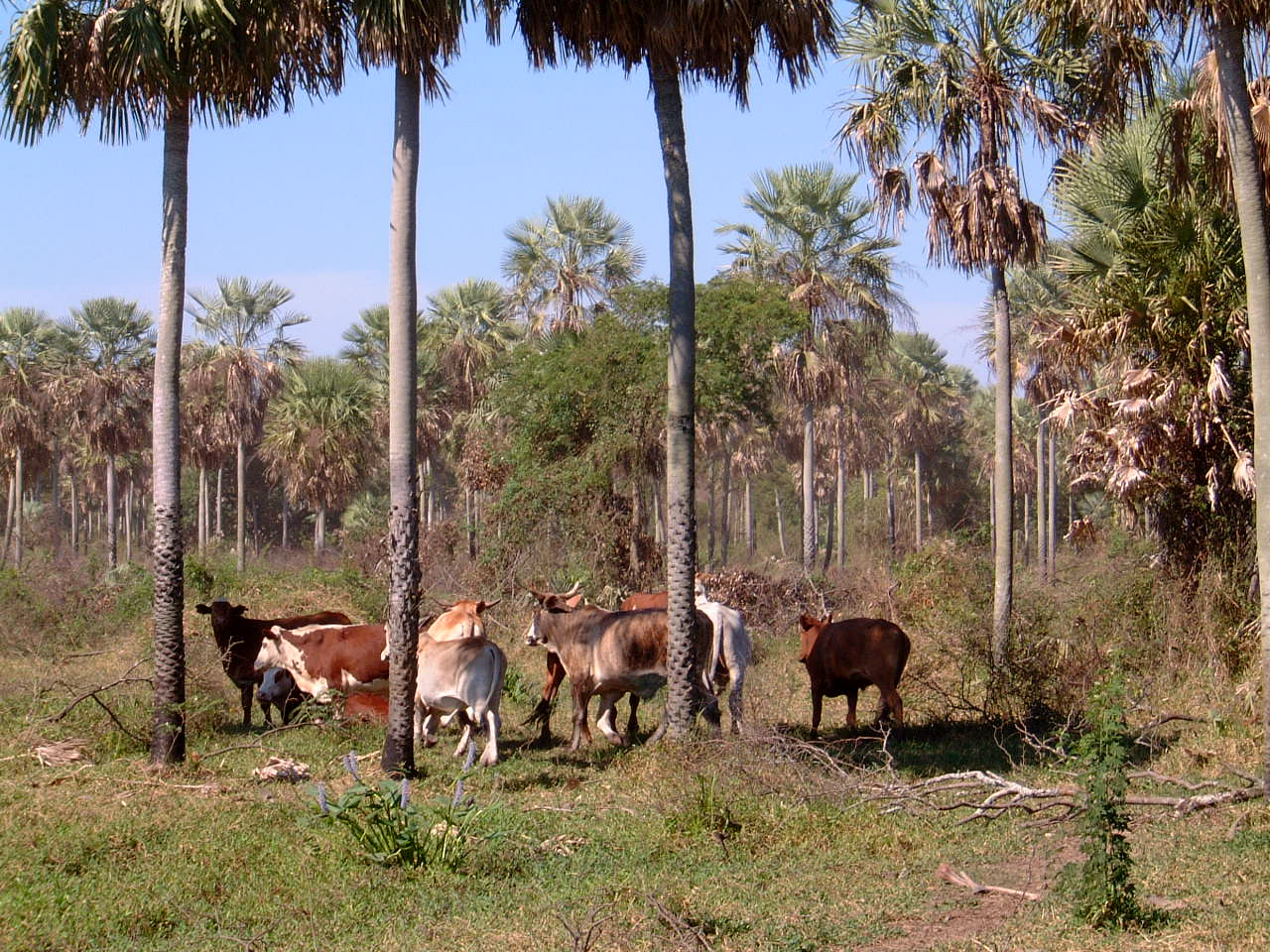
Extenzivní pastevectví narušuje zdejší ekotop
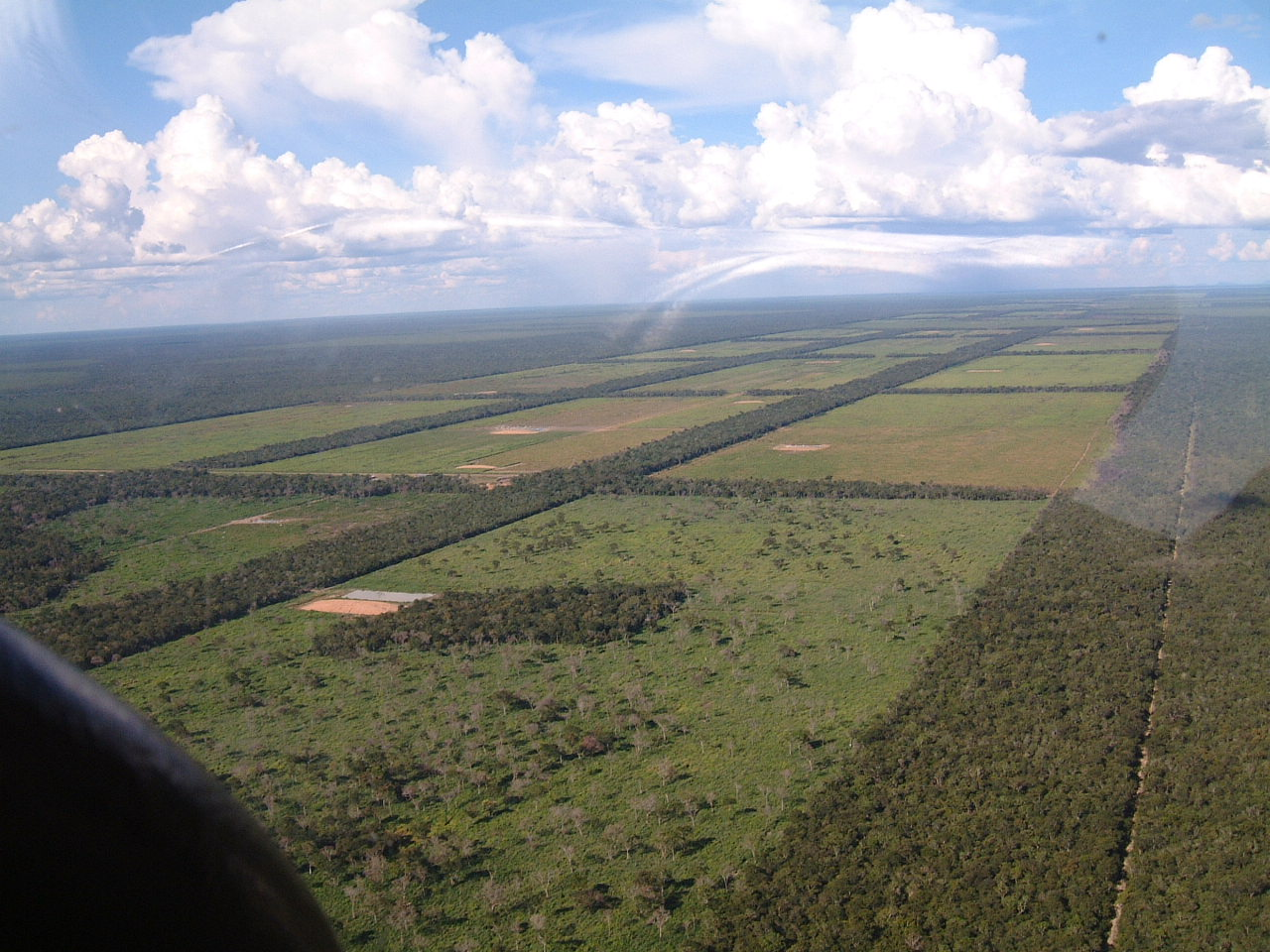
Velkým problémem je odlesňování půdy
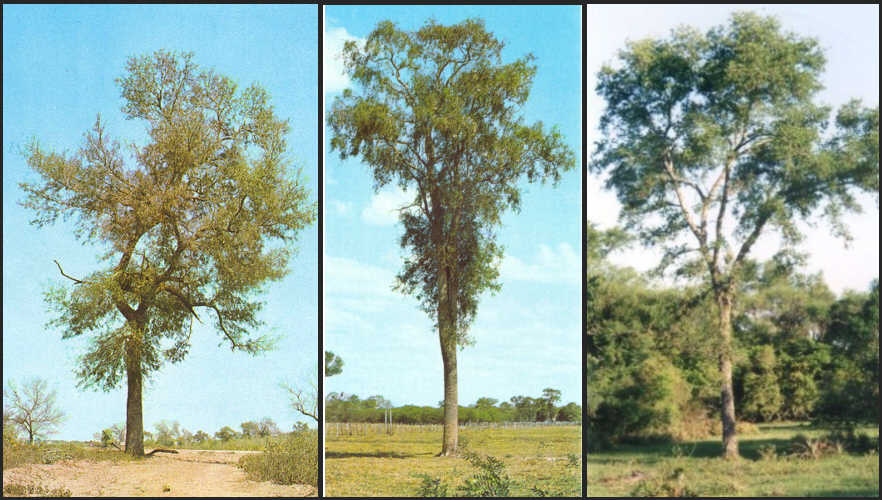
Stromy typické pro Gran Chaco

## Zajímavosti
- Jedná se oblast hojně obývanou německy mluvícími mennonity (viz obce Fernheim, Filadelfie, Neuland etc.).[1][5][6][7]
- Českou stopu zde v 18. století zanechal jezuitský misionář Martin Dobrizhoffer.[8]